# Zadorojnie, Pohrebîșce
Zadorojnie (în ucraineană Задорожнє) este un sat în comuna Snijna din raionul Pohrebîșce, regiunea Vinnița, Ucraina.

## Demografie
Componența lingvistică a localității Zadorojnie
     Ucraineană (89,77%)
     Rusă (5,68%)
Conform recensământului din 2001, majoritatea populației localității Zadorojnie era vorbitoare de ucraineană (89,77%), existând în minoritate și vorbitori de rusă (5,68%).